# Andrea Falconieri
Andrea Falconieri   (Nàpols, dècada del 1580 - Nàpols, 29 de juliol de 1656) també conegut com a Falconiero, fou un compositor i llaütista napolità.
Falconieri va començar la seva carrera com a llaütista a Parma el 1604. És en aquesta ciutat que estudia composició amb Santino Garsi. A la seva mort, Falconieri el reemplaça en el seu lloc a la cort de Parma. Aquest serà el començament d'un període relativament fructífer per al compositor. Però Falconieri de sobte deixa a Parma en 1614, probablement per deutes i guanya Mantua.
En 1616 apareixen els seus primers treballs. A continuació es publiquen set altres col·leccions entre 1616 i 1620 (sis de cançons i una de motets). Sembla que Falconieri va ocupar durant aquest període una posició al tribunal de Florència, després a Roma.
Però va ser després del seu matrimoni i una curta estada a Mòdena, que va deixar el juliol de 1621 per a Espanya. Passarà set anys viatjant entre Espanya i França, aparentment sense la seva dona.
En 1628, Falconieri ha de tornar a Itàlia per al casament de la princesa Margarida de Mèdici i el Duc de Parma Odoard I de Parma. Va aprofitar l'oportunitat per ocupar-se al convent de Santa Brigida a Gènova (durant uns cinc anys), abans d'ingressar a la Capella Reial de Nàpols el 1639, on va ser elevat al rang de mestre de capella.
La seva música tenia molta afinitat amb la de Carlo Milanuzzi.
Falconieri va morir el 1656, víctima de la terrible epidèmia de pesta que va conèixer a Nàpols en aquesta època.